# Данкзагмюллер, Франц
Франц Данкзагмюллер (нем. Franz Danksagmüller 1969 г. Санкт-Мартин-им-Иннкрайс, Верхняя Австрия) — современный австрийский композитор, педагог и музыкант, органист.

## Жизнь и творчество
Франц получил начальное музыкальное образование по классам фортепиано, органу и теории музыки у своего отца. В 1980-й1988 годы он берёт уроки музыки в Пассау у Вальтера Шустера. Затем он изучает церковную и органную музыку под руководством Михаэля Радулеску, музыкальную композицию у Дитмара Шерманна в Высшей школе музыки и изобразительного искусства в Вене. В 1993—1995 он учится игре на органе у органиста Даниэля Рота в Саарбрюккене, и после этого — электронной музыке в частном университете Антона Брукнера в Линце.
В 1990—1994 годы Данкзагмюллер служит ведущим музыкантом в венской Карлскирхе, в 1994—1999 годы он органиств соборе св. Елизаветы в Вен, Параллельно в 1993—1999 годы Франц Данкзагмюллер преподаёт церковную музыку в консерватории Линца, в 1995—2003 годы — органную и музыкальную импровизацию в Высшей школе музыки и изобразительного искусства в Вене. С 1999 и до 2005 года Данкзагмюллер — органист и мастер музыкальной композиции в кафедральном соборе Санкт-Пёльтена в Австрии. С 2005 года он — профессор органной музыки и композиции в Высшей музыкальной школе Любека.
Данкмюллер как композитор работает в самых различных областях музыкального творчества. Это и камерная музыка, органная, электронная, композиции для хора, а также музыка для кино и театральных постановок. В кинематографе он пишет музыку для немого кино, снятом в различных городах и странах (Копенгагене, Гётеборге, Барселоне, Опорто и Токио). Осуществляет различные проекты с американской джаз-певицей Лоран Ньютон, использование музыкальных тем Дитриха Букстехуде, с саксофонистом Берндом Руфом. Совместно со скрипачом Дейвом Эггаром (Нью-Йорк) провёл концерт-импровизацию через интернет. Выступал с концертами в Филармонии Люксембурга и на Концертной Сцене (Concertgebouw) Амстердама. Участник Пятого фестиваля музыки кино в Галле (Саксония-Анхальт). Автор органных композиций, представленных на Международном конкурсе органной музыки в Эдгар-Концерт-холле в Бирмингеме и на Международном голландском органном фестивале в Алкмаре.
В 2019 году в Дортмунде была поставлена написанная Данкзагмюллером камерная опера Нова (Nova — Imperfecting Perfection).

## Дополнения
- Веб-сайт Франца Данкзагмюллера
- youtube channel von Franz Danksagmüller